# Lijst van Zwitserse generaals

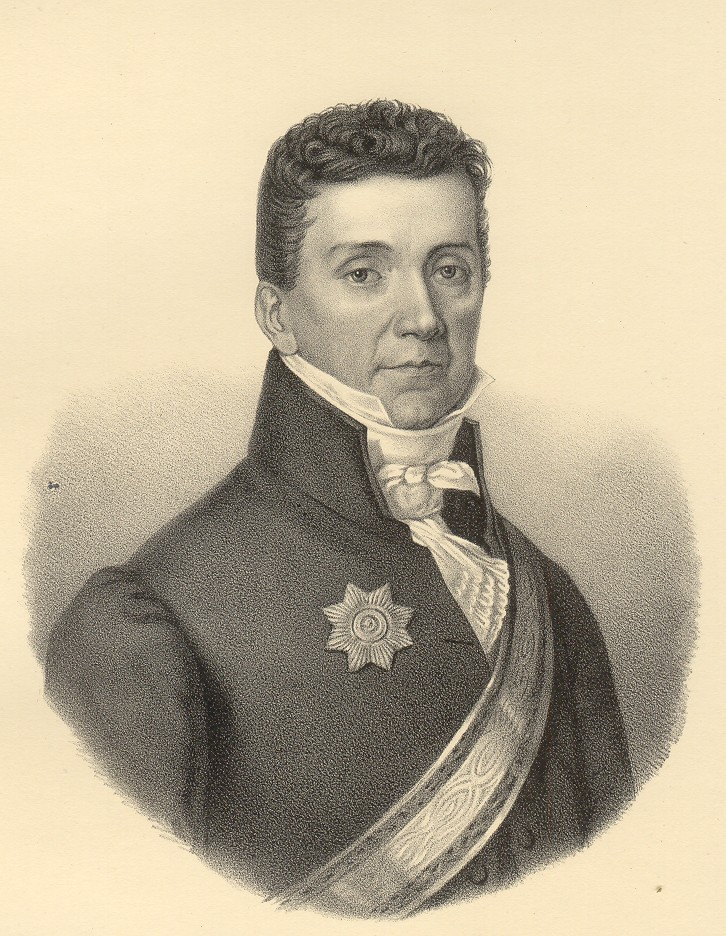
Generaal Niklaus Rudolf von Wattenwyl, opperbevelhebber tijdens de Confederatie van de XIX kantons en de Confederatie van de XXII kantons.

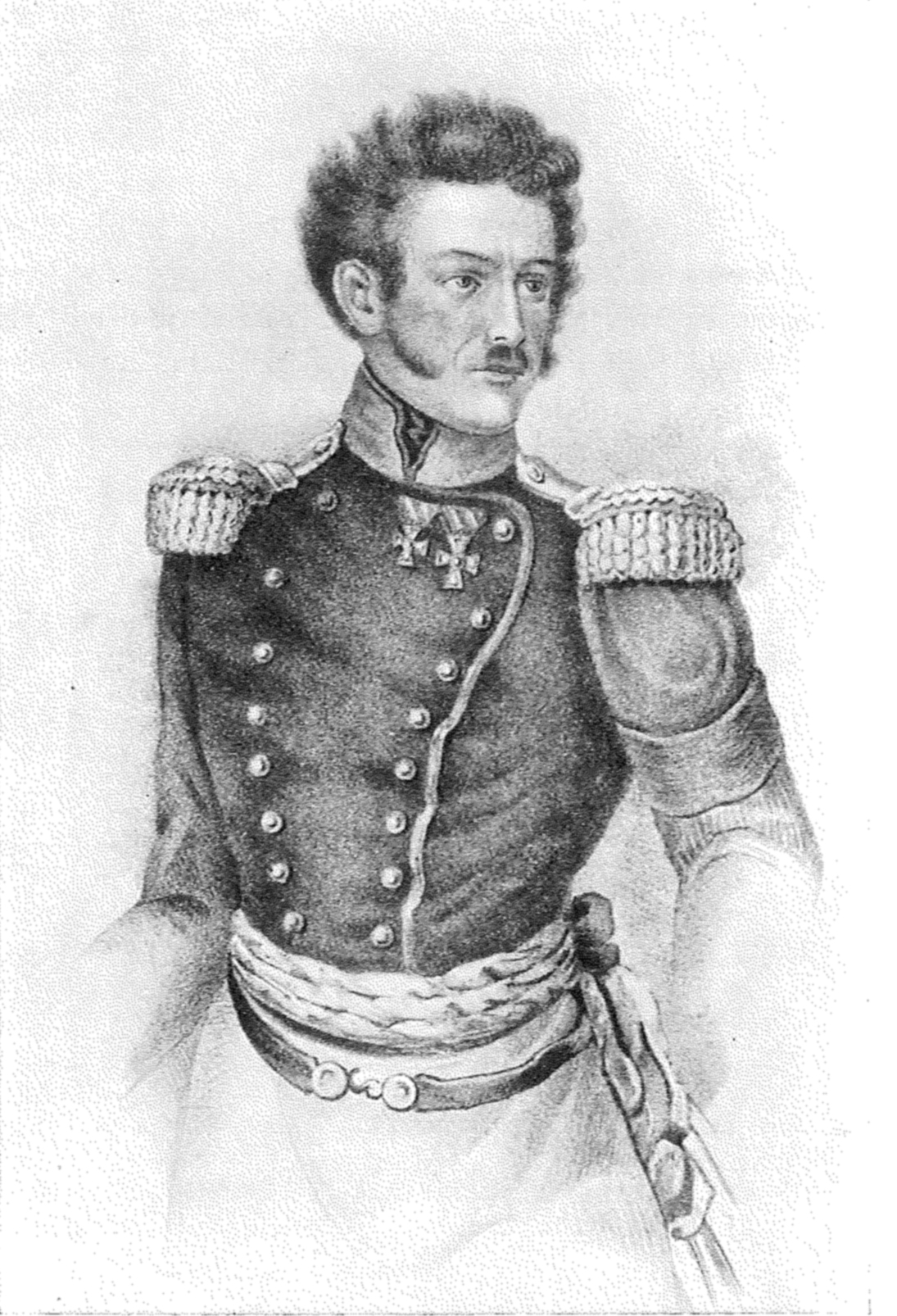
Generaal Johann Ulrich von Salis-Soglio was de opperbevelhebber van het leger van de Sonderbund tijdens de Sonderbund-oorlog (1847).

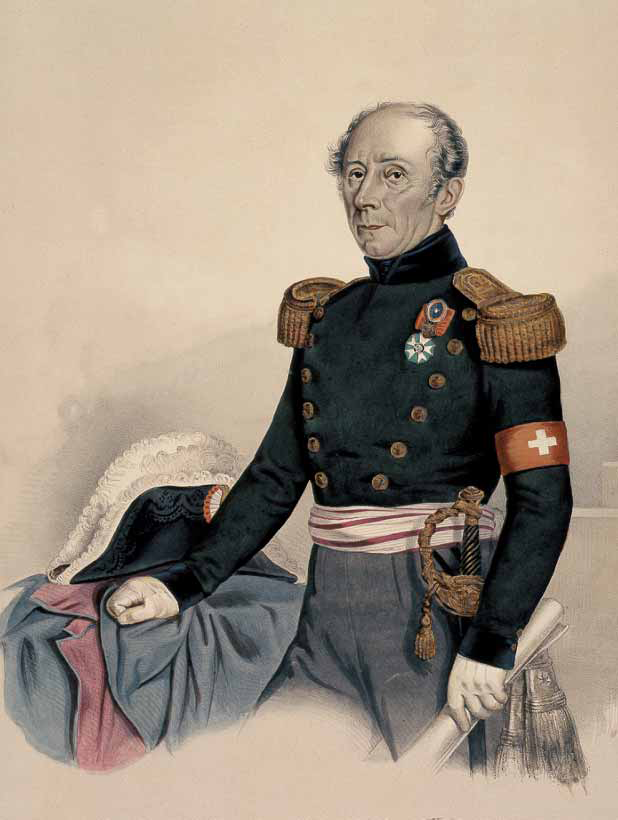
Generaal Guillaume Henri Dufour was generaal en opperbevelhebber van Zwitserse leger tijdens Sonderbund-oorlog (1847).

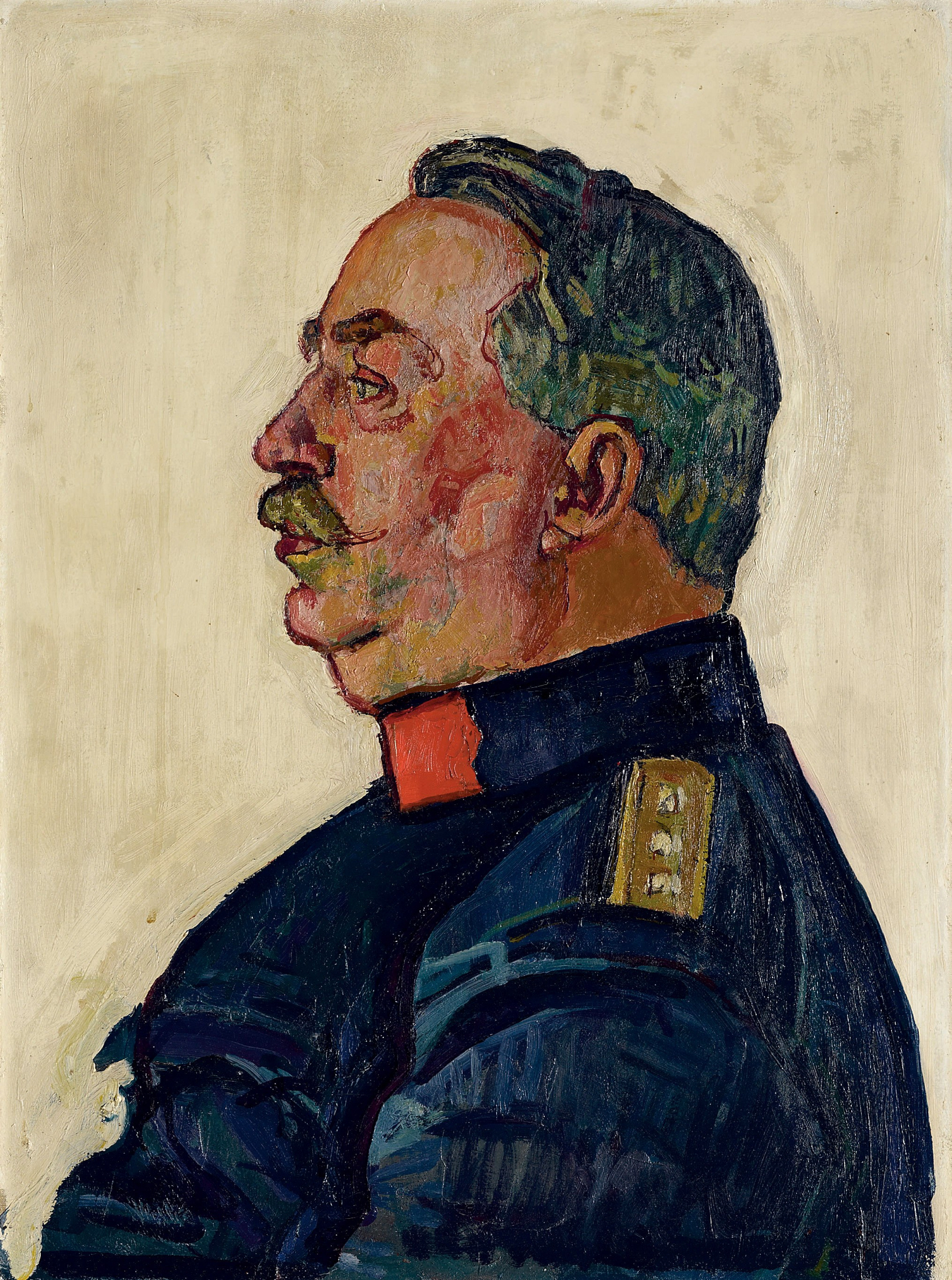
Generaal Ulrich Wille, opperbevelhebber van het Zwitserse leger tijdens Eerste Wereldoorlog (1914-1918).

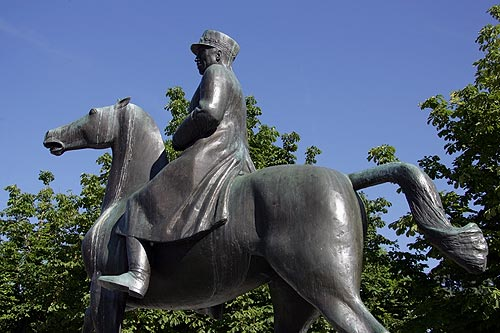
Generaal Henri Guisan was de opperbevelhebber van het Zwitserse leger tijdens Tweede Wereldoorlog (1939-1945).

De rang van generaal is de hoogste rang in het Zwitserse leger. De rang wordt alleen toegekend aan een opperbevelhebber van het Zwitserse leger in oorlogstijd en gekozen door het parlement. Omdat het Zwitserse leger deel uitmaakt van de Neutral Nations Supervisory Commission (NNSC) in Panmunjeom in Zuid-Korea heeft men in 2000 de rang van tweesterren-generaal (generaal-majoor) ingevoerd.

## Lijst van generaals
| Naam                                                                               | periode                        | oorlog                                            |                                |                                |                                |                                |                                |                                |
| Oude Eedgenootschap (tot 1798)                                                     | Oude Eedgenootschap (tot 1798) | Oude Eedgenootschap (tot 1798)                    | Oude Eedgenootschap (tot 1798) | Oude Eedgenootschap (tot 1798) | Oude Eedgenootschap (tot 1798) | Oude Eedgenootschap (tot 1798) | Oude Eedgenootschap (tot 1798) | Oude Eedgenootschap (tot 1798) |
| ---------------------------------------------------------------------------------- | ------------------------------ | ------------------------------------------------- | ------------------------------ | ------------------------------ | ------------------------------ | ------------------------------ | ------------------------------ | ------------------------------ |
| Ulrich von Hohensax (1463-1538)                                                    | 1512-1513                      | Pavierzug                                         |                                |                                |                                |                                |                                |                                |
| Hans Ludwig von Erlach-Castelen (1595-1650)                                        | 1633 en 1636                   | Dertigjarige Oorlog                               |                                |                                |                                |                                |                                |                                |
| Wilhelm Bernhard von Muralt (1737-1796)                                            | 1792                           | Bezetting van Genève                              |                                |                                |                                |                                |                                |                                |
| Helvetische Republiek (1798-1803)                                                  |                                |                                                   |                                |                                |                                |                                |                                |                                |
| Augustin Keller (1754-1799?)                                                       | 1798-1799                      |                                                   |                                |                                |                                |                                |                                |                                |
| Johann Weber (1752-1799)                                                           | 1799                           |                                                   |                                |                                |                                |                                |                                |                                |
| Joseph Leonz Andermatt (1740-1817)                                                 | 1801-?                         |                                                   |                                |                                |                                |                                |                                |                                |
| Pierre von der Weid (1766-1810)                                                    | ?                              |                                                   |                                |                                |                                |                                |                                |                                |
| Confederatie van de XIX kantons en de Confederatie van de XXII kantons (1803-1848) |                                |                                                   |                                |                                |                                |                                |                                |                                |
| Niklaus Rudolf von Wattenwyl (1760-1832)                                           | 1805, 1809 en 1813             | Mobilisatie                                       |                                |                                |                                |                                |                                |                                |
| Niklaus Franz von Bachmann (1740-1831)                                             | 1815                           | Veldslag in het Freigrafschaft                    |                                |                                |                                |                                |                                |                                |
| Charles-Jules Guiguer de Prangins (1780-1840)                                      | 1830 en 1838                   | Mobilisatie                                       |                                |                                |                                |                                |                                |                                |
| Peter Ludwig von Donatz (1782-1849)                                                | 1845                           | Freischarenzüge                                   |                                |                                |                                |                                |                                |                                |
| Guillaume Henri Dufour (1787-1875)                                                 | 1847                           | Sonderbund-oorlog (van regeringswege aangesteld)  |                                |                                |                                |                                |                                |                                |
| Johann Ulrich von Salis-Soglio (1790-1874)                                         | 1847                           | Sonderbund-oorlog (aangesteld door de Sonderbund) |                                |                                |                                |                                |                                |                                |
| Zwitserse Bondsstaat (sinds 1848)                                                  |                                |                                                   |                                |                                |                                |                                |                                |                                |
| Guillaume Henri Dufour (1787-1875)                                                 | 1849, 1856 en 1859             | Mobilisatie, Neuenburgerconflict                  |                                |                                |                                |                                |                                |                                |
| Hans Herzog (1819-1894)                                                            | 1870/1871                      | Mobilisatie (Frans-Duitse Oorlog)                 |                                |                                |                                |                                |                                |                                |
| Ulrich Wille (1848-1925)                                                           | 1914-1918                      | Mobilisatie (Eerste Wereldoorlog)                 |                                |                                |                                |                                |                                |                                |
| Henri Guisan (1874-1960)                                                           | 1939-1945                      | Mobilisatie (Tweede Wereldoorlog)                 |                                |                                |                                |                                |                                |                                |

### Generaal-majoors te Panmunjeom
| Naam                    | periode   |
| ----------------------- | --------- |
| Adrien Evéquoz          | 2000-2004 |
| Gerhard Brügger (°1953) | 2004-2007 |
| Jean-Jacques Joss       | 2007-     |